# Temnothorax congruus
Temnothorax congruus (лат.) — вид мелких по размеру муравьёв рода Temnothorax из подсемейства мирмицины (Formicidae).

## Распространение
Восточная Азия, Китай, КНДР, Россия (о. Кунашир и Приморский край).

## Описание
Мелкие черновато-коричневые муравьи (2—3 мм). Голова овально-удлинённая, грудь низкая и длинная с угловатыми плечевыми буграми, метанотальное вдавление отсутствует, заднегрудь угловатая, с короткими проподеальными шипиками. Грудь и голова сверху с продольными морщинками. Усики 12-члениковые. Населяют лесные биотопы и луга, гнёзда как правило в гнилой древесине, иногда в почве и под камнями. Вид был впервые описан в 1874 году под первоначальным названием Leptothorax congruus по материалам из Японии.
Хромосомный набор 2n = 18.